# Half-Life 2: Episode Three
Half-Life 2: Episode Three — невышедшая компьютерная игра в жанре шутера от первого лица, разрабатывавшаяся американской компанией Valve во второй половине 2000-х годов. Игра планировалась как третий эпизод к оригинальной Half-Life 2 и непосредственное продолжение Half-Life 2: Episode Two. Сюжет эпизода должен был завершить историю о приключениях Гордона Фримена в мире, охваченном войной человечества против инопланетной организации «Альянс» (англ. The Combine). По словам Дага Ломбарди, третий эпизод должен был стать больше, чем ранее выпущенные эпизоды.
Изначально выход Episode Three был запланирован на конец 2007 года, вскоре после второго эпизода, в соответствии с концепцией Valve «выпускать по эпизоду каждые шесть-восемь месяцев». Тем не менее выход постоянно откладывался, в то время как сотрудники компании были сосредоточены на разработке и выпуске других крупных проектов, таких как Left 4 Dead, Left 4 Dead 2 и Portal 2. Компания Valve известна своими задержками и переносами дат, которые затрагивают большую часть их игр, в связи с чем в сообществе фанатов возник термин Valve Time (рус. Время Valve).
Современное состояние проекта неизвестно. Некоторые источники заявляют, что разработка эпизода была остановлена в 2007 году, хотя официального заявления об отмене не было. Сообщество фанатов недовольно отсутствием связи между Valve и их поклонниками, поскольку на протяжении многих лет количество упоминаний и новостей об игре только сокращалось, что в конечном итоге привело к полному молчанию.

## Сюжет
С выходом Half-Life 2: Episode Two в октябре 2007 года, прояснились некоторые сюжетные аспекты следующего эпизода. Так, после успешного пуска ракеты со спутником в Белой Роще и закрытия сверхпортала над Сити 17, главный герой Гордон Фримен и Аликс Вэнс, собираются отправиться на старом отремонтированном вертолёте Ми-8 в Арктику на поиски пропавшей Джудит Моссман и затерянного во льдах ледокола «Борей», принадлежавшего организации «Aperture Science». Илай Вэнс направляется в вертолётный ангар, чтобы проводить героев в их путешествие, но в этот момент в ангар врываются двое Советников Альянса, один из которых убивает Илая. Другой Советник обездвиживает Фримена и Аликс телекинезом и уже готовится убить Аликс, но их спасает пришедший на помощь робот «Пёс», заставив Советников отступить. Episode Two заканчивается видом Аликс, плачущей над телом погибшего отца.
Исходя из утёкших в Сеть официальных концепт-артов Half-Life 2: Episode Three в 2012 году, можно полагать, что Гордон и Аликс всё же добрались до снегов Арктики, но во время полёта их вертолёт потерпел крушение. Также по ходу игры, главные герои каким-то образом попадали в пограничный мир Зен (англ. Xen), известный из первой игры серии Half-Life. Помимо этого, больше ничего неизвестно о сюжете игры.
Марк Лэйдлоу, бывший сценарист Valve, работавший над сюжетом Half-Life и Half-Life 2, в своём блоге опубликовал фанфик под названием «Epistle 3», в котором, несмотря на изменение имён и пола действующих лиц, угадывается продолжение истории, прервавшейся на Episode Two. Сопоставляя рассказ с персонажами Half-Life 2, можно получить некое представление, каким должен был стать сюжет третьего эпизода. Согласно ему, протагонист серии Гордон Фримен со своими союзниками добирается до находящегося в Арктике корабля «Борей», на котором хранится технология, позволяющая управлять пространством и временем. Попав на корабль, они становятся свидетелями различных пространственно-временных аномалий, которые сопровождали корабль с самого начала эксперимента. Главным героям удаётся настроить оборудование корабля на телепортацию в родной мир Альянса, представляющий собой сферу Дайсона, и инициировать механизм самоуничтожения. В момент взрыва появляется G-Man и забирает Аликс, Гордона же спасают вортигонты.

## Разработка

Концепт-арт третьего эпизода, демонстрирующий «Борей», основное место действия, вырубленное изо льда и патрулируемое советниками Альянса

В 1999 году Valve Software зарегистрировала доменные имена half-life2.com и half-life3.com, намереваясь использовать их в будущем для игр серии Half-Life.

### Ранняя информация
В феврале 2005 года, спустя три месяца после выхода Half-Life 2, журнал PC Gamer UK в номере № 146 за март, опубликовал информацию, что Valve уже готовит продолжение приключений Гордона Фримена, в которых немаловажную роль будет играть Аликс Вэнс. Некоторые ошибочно интерпретировали её, полагая, что Аликс достанется роль главной героини. 8 апреля компания Valve официально анонсировала Half-Life 2: Aftermath (англ. Последствия) — дополнение, представляющее собой полноценную игру-продолжение Half-Life 2. 10 августа того же года выходит первый трейлер Half-Life 2: Aftermath.
10 февраля 2006 года было объявлено, что Valve отменяет ранее анонсированную Half-Life 2: Aftermath и переходит на эпизодичную схему распространения будущих игр серии Half-Life. По мнению разработчиков, это позволит выпускать игры чаще, раскрывая сюжет постепенно. Первый из эпизодов — Half-Life 2: Episode One, должен был выйти 24 апреля 2006 года, но позднее перенесён на 1 июня.

### Официальный анонс
22 мая 2006 года Valve в пресс-релизе, официально анонсировали Half-Life 2: Episode Three и объявили, что эпизод будет выпущен в канун Католического Рождества, в конце 2007 года. 6 июня Гейб Ньюэлл, генеральный директор компании, подтвердил, что Гордон Фримен будет главным героем Episode Three.
17 мая 2007 года в интервью интернет-изданию Eurogamer директор по маркетингу Даг Ломбарди и глава команды Дэвид Спейрер рассказали о прогрессе разработки игры. Они заявили, что много работы и внимания отведено на создание естественного изменения топографии и климата между повествованиями второго и третьего эпизода, при этом в ходе игры игрок больше не будет возвращаться в Сити 17. Кроме того, Дэвид Спейрер отказался комментировать слухи от PC Gamer UK, о том, что кульминация игры будет установлена в битве на научно-исследовательской станции — Базе «Кракен» (англ. Kraken) в Арктике.
8 ноября Дэвид Спейрер в интервью сайту Rock, Paper, Shotgun рассказал причину отсутствия тизера-трейлера Episode Three в конце Episode Two, как было в своё время в конце Episode One, где показывался трейлер следующего эпизода. По словам Дэвида это сделано, дабы не разрушить впечатления игроков от финальной сцены второго эпизода и дать разработчикам большую творческую свободу для осуществления «чего-то очень амбициозного». Также одной из причин было избежание нестыковок и неточностей по сравнению с готовым продуктом. Также в ноябре, сайт GamesRadar показал первый официальный концепт-арт Half-Life 2: Episode Three.
В начале 2008 года Даг Ломбарди на конференции Game Developers Conference прокомментировал ситуацию вокруг задержки выхода игры в изначально планируемый срок, на конец 2007 года:
Мы не собираемся торопиться с Episode Three. Оглядываясь в прошлое, теперь кажется, что идея выпуска новых эпизодов Half-Life 2 каждый год — это слишком. Мы не хотим просто штамповать игры. И вообще, мы дошли до той точки, когда называть их эпизодами — не лучшая идея. Episode Two был длиннее, чем Episode One, на несколько часов. Так что работы становится больше, и время разработки увеличивается. Мы скоро начнем работать над Episode Three, но у нас всё ещё нет каких-либо определённых дат выхода игры.— Даг Ломбарди на GDC 2008
В апреле того же года в исходном коде Source SDK была обнаружена папка Episode3 с файлами npc_combine_armored, npc_wpnscanner и weapon_proto1, но вскоре были удалены. Позднее сотрудник компании Valve Тони Серги объяснил, что этот код — остатки старого материала, добавленного в SDK по ошибке и в будущей игре он использоваться не будет.
В начале июля 2008 года на сайте Into the Pixel был опубликован новый концепт-арт, под названием «Advisor» (рус. Советник) с изображением Советника Альянса и силуэта Гордона Фримена на фоне арктического ущелья. Его авторами являются художники Тед Бэкман, Джереми Беннетт и Тристан Рейдфорд. Примерно в это же время, 10 июля, сайт GamesRadar показал второй концепт-арт с ледоколом «Борей».
22 августа 2008 года Гейб Ньюэлл на выставке Games Convention уверил, что разработка третьего эпизода продвигается хорошо и по его мнению, это будет лучший эпизод из всех.
13 октября 2008 года Даг Ломбарди рассказал, что продолжительность третьего эпизода будет больше чем в двух первых, при этом заявил, что больше подробностей об игре будет раскрыто в конце 2008 года. Но никакой информации опубликовано не было.

### Задержка и молчание Valve
В августе 2009 года на YouTube было выложено видео с участием Гейба Ньюэлла и двух переводчиков, где они с небольшой аудиторией, состоящей из людей с нарушениями слуха, обсуждали проблему плохо слышащих и видеоигр. По его словам, Valve хотят больше узнать о языке жестов и попытаться внедрить новую технологию в «одну из своих будущих игр», в которой будут иметься глухие персонажи, и при этом создать возможность комфортной игры для людей с проблемами слуха. Также Гейб Ньюэлл рассказал о неизвестном персонаже серии Half-Life, который испытывает проблемы со слухом, и в которого была влюблена Аликс Вэнс ещё до встречи с Гордоном Фрименом. Согласно словам Ньюэлла, Аликс научила своего ручного робота «Пса» языку жестов, чтобы она могла практиковаться, пока «тот персонаж» не был рядом и воевал против Альянса.
26 марта 2010 года в интервью журналу «Edge» Гейб Ньюэлл намекнул, что они намерены вернуть в серию Half-Life его характерный психологический ужас, эксплуатируя самые потайные страхи игроков, которые он описывает как «Смерти своих детей. Увядания их способностей и талантов». Также Гейб рассказал, что они не собираются изменять Гордона Фримена. Они не планируют заставлять Гордона разговаривать, он и дальше будет «простым парнем с монтировкой в руках».
В том же месяце в игре Portal стартовала новая ARG, но сообщество изначально начало спекулировать, что это связано с Episode Three. Позднее стало понятно, что ARG относится к другой игре — Portal 2.
Вскоре после выхода Alien Swarm в его SDK были обнаружены неиспользованные файлы, в названиях которых имелись строки Ep3 и Aperture.
19 апреля 2011 года одновременно с выпуском Portal 2 в App Store и Steam состоялся выход цифровой книги The Final Hours of Portal 2 («Последние часы Portal 2»). В ней автор Джеф Кейли (англ. Geoff Keighley) утверждает, что Portal 2, возможно, последняя однопользовательская игра от Valve, это заявление очень сильно взволновало сообщество Valve и фанатов Half-Life. В майском интервью Гейб Ньюэлл заявил, что компания не собирается отказываться от одиночных режимов и одиночного прохождения игры, а то, что в планах Valve внести больше социальных элементов в свои будущие игры.
В другом интервью за май 2011 года изданию Develop Ньюэлл заявил, что Valve отказывается от эпизодической модели распространения игр, а также, что они теперь будут уделять больше внимания крупным обновлениям своих игр через Steam, как это происходит в Team Fortress 2. Это означает, что следующая игра серии Half-Life не будет в духе двух своих предшественников.
В том же месяце был выпущен SDK для Portal 2, в нём были обнаружены файлы, принадлежащие Советнику Альянса, но вскоре их удалили. Позднее, уже во внутриигровых файлах Portal 2 — .vpk (Valve Pack File), были обнаружены новые, ранее неизвестные анимации персонажа из второго эпизода, доктора Арне Магнуссона.
В июне 2011 года пользователь с псевдонимом «ryuuk» оставил на форуме Steam сообщение, в котором утверждал, что разработка Episode Three была отменена ещё в 2007 году после выхода The Orange Box. После этого его сообщение было удалено, а учётная запись пользователя была заблокирована. Позже Даг Ломбарди опроверг его заявления.
В середине сентября 2011 года в интернет утекла бета-версия Dota 2. Среди различных файлов были найдены папки с именем ep3 с файлами weapon_icegun, weaponizer_concrete, weaponizer_liquid, weaponizer_metal и weapon_flamethrower, предположительно относящиеся к продолжению эпизодов Half-Life 2. Однако, 23 сентября Чет Фализжек заявляет, что данный «код» ничего не значит и не должен восприниматься всерьёз.
9 января 2012 года в бета-версии Counter-Strike: Global Offensive были обнаружены несколько странных текстур на карте cs_office, на них присутствовали отсылки к серии Half-Life.

#### Утечки и дальнейшие слухи
27 июня 2012 года сайтом ValveTime.net были обнародованы 33 концепт-арта Half-Life 2: Episode Three художницы Андреи Виклунд (англ. Andrea Wicklund), работающей в Valve c декабря 2006 года. Рисунки были обнаружены в личном альбоме Андреи Виклунд на Picasa, а загружены они были туда ещё в середине марта 2008 года. На следующий день, 28 июня, альбом был полностью удалён. Новые концепт-арты изображают потерпевший крушение Ми-8 из Episode Two и Аликс с Гордоном в снегах Арктики, вариации нового внешнего вида Аликс Вэнс в утеплённой одежде и куртке её умершего отца, новых неигровых персонажей, в частности «арктические» внешние виды членов Сопротивления. Также присутствуют несколько изображений, судя по названиям, показывающих пограничный мир Зен (англ. Xen), который известен по первому Half-Life.
В интервью журналу Games™ за июнь 2012 года, на вопрос о Half-Life 2: Episode Three, сценарист Valve Чет Фализжек заявил:
Когда мы решим анонсировать Half-Life 3, то это не будет фотография футболки, сообщение на форуме или какая-то скрытая интернет-игра. Мы сделаем это по-своему.Чет Фализжек
В начале августа 2012 года сайтами ValveTime.net и LambdaGeneration.com в недавно выпущенном Source Filmmaker был обнаружен файл, относящийся к модели Аликс Вэнс — alyx_model.ma с подпиской ep3, а также строки с упоминанием нового движка Source 2. 10 августа 2012 года Valve в следующем обновлении Source Filmmaker удалили весь каталог vproj.py с файлами кода Source 2, Аликс Вэнс и ep3.
6 февраля 2013 года режиссёр и продюсер Джей Джей Абрамс (англ. J. J. Abrams) совместно с Гейбом Ньюэллом в ходе конференции D.I.C.E. («Design, Innovate, Communicate, Entertain») в Лас-Вегасе заявили, что хотели бы работать вместе. В конце доклада Абрамс сказал: «У меня есть идея игры, над которой мы бы хотели поработать вместе с Valve», на что Ньюэлл затем возразил: «Посмотрим, можно ли работать с вами над фильмами по Portal и Half-Life». Это было первое официальное заявление от Valve, связанное с серией Half-Life с 2011 года.
5 марта 2013 года на 66-й церемонии вручения наград премии BAFTA Гейб Ньюэлл стал лауреатом премии BAFTA Academy Fellowship Award. Джонатан Росс в интервью спросил его, есть ли у него новости о Half-Life 3, на что Ньюэлл ответил: «Об этом нам нечего сказать».
2 октября 2013 года произошла утечка из системы по отслеживанию ошибок (на основе ПО Atlassian JIRA) компании Valve. На некоторое время был получен доступ к спискам проектов и команд разработчиков компании, среди которых присутствовали такие группы как Half-Life 3 и Half-Life 3 Core, численностью 46 и 10 человек соответственно.
В начале 2014 года Гейб Ньюэлл в интервью изданию The Washington Post рассказал, что приоритетом для Valve в данный момент являются многопользовательские игры, а также развитие своего сервиса цифровой дистрибуции Steam. В последние годы компания делает ставку на сетевые игры, такие как Left 4 Dead 2, Team Fortress 2 и Dota 2.
В начале марта 2014 года в Source Filmmaker, после обновления за январь, в пяти местах скрипта renderQ_Setup.py, написанного на языке программирования Python, были обнаружены строки hl3_movies и dog_fight.
3 марта 2014 года была организована сессия из «вопросов и ответов» Reddit AMA с директором компании Valve Гейбом Ньюэллом. На вопрос об анонсе Half-Life 3 он ответил, что Valve не хотели бы повторять свои ошибки и преждевременно анонсировать какой-либо свой продукт.
Откровенно говоря, я не думаю, что могу об этом говорить, но мне кажется, всем хорошо известно, что над игрой идет работа. И если бы я мог сказать, что видел какие-то изображения, наброски, то это, по правде говоря, не было бы большой новостью.»
«Да, думаю, я бы мог сказать, что видел нечто, связанное со вселенной Half-Life. И я считаю, никого не удивило бы, если бы я сказал, что над игрой работают, что её делают. Так что рискну сказать, что я видел некоторые концепт-арты Half-Life 3.
16 мая 2014 года бывший сотрудник Valve Минь Ле (англ. Minh «Gooseman» Le), разработчик оригинальной Counter-Strike, дал интервью порталу goRGNtv на Twitch. На вопрос о Half-Life 3 он сказал, что разработка игры уже ведётся и предположил, что сам лично видел концепт-арты Half-Life 3. Ещё в интервью на вопрос о Left 4 Dead 3 Мин сказал, что видел новую игру серии Left 4 Dead, и она ему очень понравилась.
3 марта 2015 года в ходе конференции Game Developers Conference компания Valve анонсировала свой новый игровой движок — Source 2. Также на GDC 2015 представительница HTC, вместе с которыми Valve разрабатывали очки виртуальной реальности Vive, Шер Ванг (англ. Cher Wang) заявила, что они работают над Half-Life и выразила надежду, что игра будет доступна и на новых устройствах, не уточнив, про что идёт речь — о ремейках ранее выпущенных игр или о новой игре. Позднее это заявление было опровергнуто. В интервью интернет-порталу Kotaku программист Valve Джип Барнетт (англ. Jeep Barnett) рассказал, что некоторые элементы игры действительно испытывались для новых очков виртуальной реальности, и не стал отрицать, что новая часть может выйти для них. Это подтвердил и Гейб Ньюэлл, который объяснил, что главным занятием студии является разработка и поддержка новых инструментов и технологий. Именно новые инструменты и массовое желание работников студии может ускорить выпуск игры.
18 января 2017, в рамках конференции форума Reddit Гейб Ньюэлл ответил на вопросы, которые ему подготовили пользователи. В ходе этого нестандартного интервью он объявил о разработке новой видеоигры, которая выйдет в конце этого года (предположительно, речь шла об анонсированной летом 2017 года карточной игре по мотивам Dota 2). По словам Гейба, игра будет реализована во вселенной Half-Life / Portal. Также во время конференции спросили о состоянии Half-Life 3 / Half-Life 2 Episode 3, а также про слух от анонимного источника, который утверждал, что игра претерпела много разных концепций от стратегии до интерактивного кино, но в итоге разработка скатилась в производственный ад, и проект был отменён. Ньюэлл саркастично ответил:

Нельзя говорить про цифру 3. Лично я верю всем анонимным источникам.

25 августа 2017 года бывший сценарист всех частей серии Half-Life Марк Лэйдлоу опубликовал на своем сайте пост с наименованием «Epistle 3», в котором описывалась история некой «Герти Фримонт», имя которой является видоизменённым именем Гордона Фримена — главного протагониста серии (см. выше). Учитывая данный сюжет и опыт Black Mesa, команда энтузиастов из 60 человек, которые являются фанатами, программистами, а также работниками известных игровых компаний, начали работу над проектом Half-Life 2: Project Borealis на движке Unreal Engine 4. 8 апреля 2019 года разработчики из инди-студии «Keep Away From Fire» показали геймплей игры Boreal-Alyph на основе чернового сценария Лэйдлоу.
В 2020 году, после выхода Half-Life: Alyx, геймдизайнер Valve Робин Уолкер объяснил в разговоре с Kotaku, что набросок Лэйдлоу не был каноничным. Когда пришло время начинать работу над третьим эпизодом, никто не мог придумать идею, которая бы удивила игроков, заново открыла или расширила вселенную Half-Life. Никогда не было документа, где говорилось: «Вот как будет выглядеть эпизод 3». Несколько команд пытались что-то сделать, но застряли. Поэтому они вместо абстрактного «Эй, мы работаем над Half-Life 3. Зачем кому-то играть в Half-Life 3?» занялись конкретным — разработкой новых возможностей VR. Дарио Казали, дизайнер уровней, связал заморозку продолжения с началом разработки движка Source 2 и нежеланием выпускать ещё одну игру в серии просто для количества. Гейб Ньюэлл подтвердил неудавшиеся попытки перезапуска Half-Life 3 и заметил, что компания не станет о чём-либо рассказывать, пока ей нечего показать, однако глава Valve добавил, что выпуск Half-Life: Alyx вдохновил сотрудников студии на создание новых частей серии. В 2022 году геймдизайнер и продюсер Грег Кумер заверил, что в компании хотят дальше развивать франшизу. В 2023 году Лэйдлоу в интервью Rock, Paper, Shotgun выразил сожаление, что опубликовал свой вариант сюжета: «Я был не в себе», ведь игра должна создаваться командой, а не одним человеком. По словам сценариста, нет причин думать, что черновики будут иметь отношение к конечному продукту. Возвращаться к прежней работе в серии он не намерен, поскольку давно не связан с Valve, утратил интерес к Half-Life и считает, что уже стар для творческого процесса, кроме того, разработчики не нуждаются в его идеях. В июне 2023 года были опубликованы ранее неизвестные концепт-арты художника Теда Бэкмана к Half-Life 2: Episode 3, включавшие пейзажи за пределами Сити-17, другие неназванные локации и доктора Брина в роли инопланетного Советника.

## Восприятие

### Награды
| 2011 | Wired 2010 Vaporware Awards | Антинаграда «Vaporware 2010: The Great White Duke» | Half-Life 2: Episode Three | 2-е место | [ 119 ] |